# صدمة العرض
صدمة العرض هي حدث يؤدي فجأة إلى زيادة أو نقصان في المعروض من سلعة أو خدمة، أو من السلع والخدمات بشكل عام. يؤثر هذا التغيير المفاجئ على سعر التوازن للسلعة أو الخدمة أو مستوى السعر العام للاقتصاد.
على المدى القصير، فإن صدمة العرض السلبية على مستوى الاقتصاد ستغير منحنى العرض الكلي إلى اليسار، مما يقلل من الناتج ويزيد من مستوى السعر. على سبيل المثال، سيؤدي فرض حظر على التجارة في النفط إلى حدوث صدمة سلبية في العرض، لأن النفط هو عامل رئيسي لإنتاج مجموعة واسعة من السلع. يمكن أن تتسبب صدمة العرض في ركود تضخمي بسبب مزيج من ارتفاع الأسعار وانخفاض الإنتاج.
على المدى القصير، فإن صدمة العرض الإيجابية على مستوى الاقتصاد ستغير منحنى العرض الكلي إلى اليمين، مما يزيد من الناتج ويقلل من مستوى السعر. يمكن أن تكون صدمة العرض الإيجابية تقدمًا في التكنولوجيا (صدمة تكنولوجية) مما يجعل الإنتاج أكثر كفاءة، وبالتالي زيادة الإنتاج.

## التحليل الفني

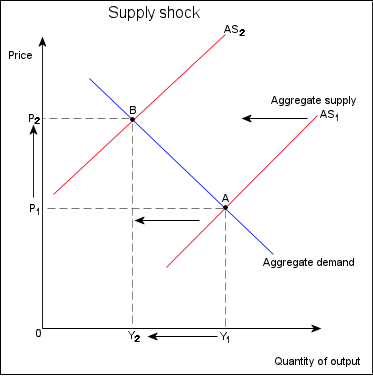
صدمة العرض السلبية

يوضح الرسم البياني إلى اليسار صدمة عرض سلبية؛ يكون الموقف الأولي عند النقطة A، حيث ينتج كمية الإنتاج Y 1 عند مستوى السعر P 1 . عندما تكون هناك صدمة عرض، يكون لذلك تأثير سلبي على إجمالي العرض: يتحول منحنى العرض إلى اليسار (من AS 1 إلى AS 2 ) ، بينما يبقى منحنى الطلب في نفس الوضع. لقد انتقل تقاطع منحنيي العرض والطلب، وأصبح التوازن الآن النقطة B ؛ تم تخفيض الكمية إلى Y 2 ، بينما تم رفع مستوى السعر إلى P 2 .
يحدد ميل منحنى الطلب مدى استجابة مستوى السعر والإنتاج للصدمة، مع زيادة الطلب غير المرن (وبالتالي منحنى طلب أكثر حدة) مما يؤدي إلى وجود تأثير أكبر على مستوى السعر وتأثير أقل على الكمية.